# Rafael Cardoso
Rafael Cardoso (Porto Alegre, 17 de noviembre de 1985) es un actor brasileño.

## Carrera
Comenzó su carrera en la televisión, haciendo pequeñas participaciones en especiales del canal RBS, TV do Rio Grande del Sur. Su debut en la televisión fue en 2008, cuando participó en la telenovela Beleza pura, como el joven Klaus, papel de destaque en la trama. Seguidamente, protagonizó el largometraje Do Começo ao Fim, cuyo personaje, Thomás, asume una relación incestuosa y homosexual con su medio hermano, Francisco. La película estuvo bajo la dirección de Aluizio Abranches, y se estrenó el 27 de noviembre de 2009.
En 2011 interpretó su primer protagónico en "A Vida Da Gente" (La Vida Sigue) como Rodrigo Macedo, el cual tuvo un amorío con su hermanastra Ana y de este amor nace una hija. Tras el accidente de Ana, Rodrigo tenía que criar a Julia, su hija, y lo hizo con la ayuda de Manuela, su otra hermanastra la cual terminó siendo su mujer. Todo se complica cuando Ana despierta y el amor entre ellos revive.
Luego en 2012, interpretó su primer antagónico en Lado a Lado.
En 2015, interpreta su segundo protagónico en Além do Tempo junto con Alinne Moraes.

## Filmografía

### Televisión
| Año  | Título                  | Personaje                                                     |
| ---- | ----------------------- | ------------------------------------------------------------- |
| 2007 | Pé na Porta             | Rafael                                                        |
| 2008 | Belleza pura            | Klaus Amarante                                                |
| 2009 | Cinquentinha            | Eduardo                                                       |
| 2010 | Cuchicheos              | Jorgito Bianchi                                               |
| 2011 | La vida sigue           | Rodrigo Macedo                                                |
| 2012 | Lado a lado             | Alberto Assunción (Albertito)                                 |
| 2013 | Preciosa perla          | Viktor Hauser                                                 |
| 2014 | Imperio                 | Vicente Ferreira                                              |
| 2014 | Animal                  | Naldinho                                                      |
| 2015 | Além do Tempo           | Conde Felipe Castellini (1ª fase) / Felipe Santarém (2ª fase) |
| 2016 | Sol Nascente            | César                                                         |
| 2016 | Segredos de Justiça     | Gonçalo                                                       |
| 2017 | O Outro Lado do Paraíso | Renato                                                        |

### Cine
| Año  | Título                | Personaje               |
| ---- | --------------------- | ----------------------- |
| 2009 | Do Começo ao Fim      | Thomás                  |
| 2013 | O Tempo e o Vento     | Florêncio Terra (joven) |
| 2014 | Os Senhores da Guerra | Júlio Bozano            |